# Pallacanestro agli Island Games 2001 - Torneo maschile
Il torneo di pallacanestro agli Island Games 2001, si è svolto sull'Isola di Man, ed ha visto l'affermazione di Rodi, alla seconda affermazione in questa competizione.

## Svolgimento

### Girone A
| Team         | Pts. | V - P | Pf - Ps   |
| ------------ | ---- | ----- | --------- |
| Rodi         | 6    | 3 - 0 | 270 - 146 |
| Gibilterra   | 4    | 2 - 1 | 238 - 216 |
| Isola di Man | 2    | 1 - 2 | 195 - 269 |
| Jersey       | 2    | 0 - 3 | 178 - 250 |

### Girone B
| Team         | Pts. | V - P | Pf - Ps   |
| ------------ | ---- | ----- | --------- |
| Isole Cayman | 6    | 3 - 0 | 299 - 172 |
| Saaremaa     | 4    | 2 - 1 | 255 - 190 |
| Guernsey     | 2    | 1 - 2 | 158 - 282 |
| Anglesey     | 2    | 0 - 3 | 173 - 241 |

### Quarti di finale
| Isola di Man 2001 | Saaremaa | 99 – 45 | Isola di Man |  |

| Isola di Man 2001 | Jersey | 39 – 86 | Isole Cayman |  |

| Isola di Man 2001 | Gibilterra | 89 – 63 | Anglesey |  |

| Isola di Man 2001 | Rodi | 77 – 54 | Guernsey |  |

### Semifinali
| Isola di Man 2001 | Rodi | 73 – 52 | Saaremaa |  |

| Isola di Man 2001 | Gibilterra | 66 – 88 | Isole Cayman |  |

### Finali
7º-8º posto
| Isola di Man 2001 | Jersey | 70 – 75 | Anglesey |  |

5º-6º posto
| Isola di Man 2001 | Isola di Man | 80 – 77 | Guernsey |  |

3º - 4º posto
| Isola di Man 2001 | Gibilterra | 69 – 61 | Saaremaa |  |

1º - 2º posto
| Isola di Man 2001 | Rodi | 84 – 81 | Isole Cayman |  |

## Classifica
| Oro     | Rodi         |
| Argento | Isole Cayman |
| Bronzo  | Gibilterra   |
| 4.      | Saaremaa     |
| 5.      | Isola di Man |
| 6.      | Guernsey     |
| 7.      | Anglesey     |
| 8.      | Jersey       |

## Fonti
- IslandGames.net: 2001 basketball results (PDF), su islandgames.net. URL consultato il 30 aprile 2018 (archiviato dall'url originale il 7 ottobre 2007).